# Мария фон Саксония-Алтенбург (1854–1898)
Вижте пояснителната страница за други личности с името Мария фон Саксония-Алтенбург.
Мария Фридерика Леополдина Георгина Августа Александрина Елизабет Тереза Йозефина Хелена София фон Саксония-Алтенбург (на немски: Marie Friederike Leopoldine Georgine Auguste Alexandrine Elisabeth Therese Josephine Helene Sophie Prinzessin von Sachsen-Altenburg; * 2 август 1854 в Айзенберг; † 8 октомври 1898 в дворец Каменц в Прусия, днес в Долносилезко войводство, Полша) от род Ернестини е принцеса от Саксония-Алтенбург и чрез женитба принцеса на Прусия.
Тя е дъщеря на херцог Ернст I фон Саксония-Алтенбург (1826 – 1908) и съпругата му принцеса Агнес фон Анхалт-Десау (1824 – 1897), дъщеря на херцог Леополд IV фон Анхалт-Десау (1794 – 1871) и принцеса Фридерика Пруска (1796 – 1850).
Мария фон Саксония-Алтенбург умира на 44 години на 8 октомври 1898 г. в дворец Каменц в Долна Силезия и е погребана в мавзолея в дворцовия парк.

## Фамилия
Мария фон Саксония-Алтенбург се омъжва на 9 април 1873 г. в Берлин за принц Албрехт Пруски (* 8 май 1837 в Берлин; † 13 септември 1906 в дворец Каменц), син на принц Фридрих Хайнрих Албрехт Пруски (1809 – 1872) и първата му съпруга принцеса Мариана Нидерланска (1810 – 1883). Той е племенник на император Фридрих Вилхелм IV (1795 – 1864) и на Александра Фьодоровна (1798 – 1860), императрица на Русия, съпруга на руския император Николай I. Те получават подарък дворец Каменц в Силезия. Те имат три сина:
- Вилхелм Ернст Александер Фридрих Хайнрих Албрехт (* 15 юли 1874, Хановер; † 13 ноември 1940, Каменц), пруски офицер, неженен; с бездетната му смърт линията Албрехт се прекратява по мъжка линия
- Вилхелм Фридрих Карл Ернст Йоахим Албрехт (* 27 септември 1876, Хановер; † 23 октомври 1939, Берлин), офицер и композитор, женен I. на 3 септември 1919 г. в Ишл, Австрия за Мария Блих-Зулцер (* 16 октомври 1872, Виена; † 9 ноември 1919, Щробл, Австрия), II. на 9 октомври 1920 г. във Виена (развод 1936) за Каролина Корнелия Щокхамер (* 5 септември 1891, Браунау, Австрия; † 17 октомври 1952, Мюнхен)
- Фридрих Вилхелм Виктор Карл Ернст Алелсандер Хайнрих (* 12 юли 1880, Каменц; † 9 март 1925, Вайсер Хирш, до Дрезден), пруски политик, женен на 8 юни 1910 г. в Потсдам за принцеса Агата фон Хоенлое-Шилингсфюрст-Ратибор и Корвей (* 24 юли 1888, Рауден; † 12 декември 1960, Визбаден), дъщеря на херцог Виктор II Амадей фон Ратибор (1847 – 1923)